# Motu One
Motu One (jęz. markiski Piaszczysta Wyspa) – dwie niezamieszkane wyspy w północnej części archipelagu Markizów w Polinezji Francuskiej.

## Charakterystyka fizycznogeograficzna
Wyspy znajdują się w szeregu z Eiao i Hatutu, 30 km na północny wschód od pierwszej z nich, 15 km od drugiej. Atol mierzy w przybliżeniu 5 km średnicy. Wyspy wynurzają się zaledwie kilka metrów ponad poziom oceanu. Jedyną roślinnością są krzewy i trawy. Faunę wyspy stanowią żółwie morskie i liczne morskie ptaki.

## Historia
Tropy archeologiczne wskazują na wizyty rdzennych Polinezyjczyków, prawdopodobnie w poszukiwaniu ptasich jaj. Za pierwszego odkrywcę wyspy uznawany jest amerykański oficer David Porter, który nazwał ją Lincoln Island. Późniejsi przybysze nazywali wyspę Sand Island(s) lub Îles de Sable. Od 1971 roku ekosystem na Motu One chroni rezerwat przyrody.